# Kolor magii (film)
Kolor Magii to dwuodcinkowa adaptacja dwóch pierwszych książek Terry’ego Pratchetta, czyli Kolor magii oraz Blask fantastyczny. Jest to druga po Wiedźmikołaju filmowa adaptacja serii Świat Dysku.
Opowiada on przygody pierwszego turysty na Świecie Dysku oraz jego dość nieporadnym przewodniku magu Rincewindzie.

## Fabuła
Rincewind przez 40 lat nauki na Niewidocznym Uniwersytecie nie był w stanie opanować nawet najprostszych form magii. Po incydencie na pogrzebie jednego z ważniejszych magów zostaje z niego wydalony. W rzeczywistości w jego głowie mieszka jedno z ośmiu zaklęć z Octavo - najpotężniejszej książki magicznej na Dysku o której krążą pogłoski, że należała do samego Stwórcy. Zbieg okoliczności, a także talent do języków Rincewinda sprawia, że zostaje on przewodnikiem dla Dwukwiata - agenta ubezpieczeniowego i pierwszego na świecie turysty, który przybył z odległego kontynentu Przeciwwagi, by zwiedzić największe miasto świata - Ankh-Morpork. Za Dwukwiatem podąża Bagaż, inteligentna walizka z myślącej gruszy o morderczym nastawieniu do każdego, kto śmiałby zagrozić jego (jej) właścicielowi. Niezrozumienie przez właściciela karczmy Załatany Bęben sensu polisy ubezpieczeniowej zmuszają parę bohaterów do ucieczki z miasta. Podróżują po dysku, napotykając różnorodne mityczne postacie co skutkuje serią spotkań bliskiego stopnia ze Śmiercią. W międzyczasie na Niewidocznym Uniwersytecie toczy się walka o władzę. Narrator Brian Cox wyjaśnia, że w konkurencyjnym świecie magii droga na szczyt wybrukowana jest butami martwych czarodziei, lecz proces ten można znacznie przyśpieszyć. Głodny władzy czarodziej Ymper Trymon (Tim Curry) chce zostać Nadrektorem uczelni. Trymon zabija kilku profesorów wydziału, lecz Nadrektor - Galder Weatherwax pozostaje poza jego zasięgiem. Trymon decyduje się pozostawić go przy życiu, dopóki nie wyciągnie z niego wiedzy na temat Octavo, która zaczyna się niepokoić tym bardziej im dalej Rincewind oddala się od Ankh-Morpork.
W końcu Rincewind i Dwukwiat lądują na brzegu królestwa Krull, które leży na samej krawędzi dysku, gdzie zostają schwytani jako zakładnicy. Astronomowie i astozoologowie od lat próbują poznać płeć Wielkiego A'Tuina i budują statek kosmiczny, by rozwiązać tę tajemnicę raz na zawsze. Nieświadomi tego bohaterowie zajmują miejsca dwóch kosmonautów i na skutek zbiegu okoliczności wylatują poza krawędź. Perspektywa utraty zaklęcia zmusza Oc
tavo do działania. Zmusza ono A'tuina do wykonania beczki i złapania Rincewinda z powrotem „na pokład”. Obserwując działanie zaklęcia Nadrektor nieopatrznie zdradza się z zamiarem przywołania Śmierci w rytuale AshkEnte by spytać się jej o Octavo i o znaczenie dużej czerwonej gwiazdy, która pojawiła się ostatnio nad horyzontem. Mając już wszystkie kawałki układanki na właściwym miejscu Trymon zrzuca Weatherwaxa z wieży sztuk i zajmuje jego stanowisko. Gwiazda stopniowo rośnie i wzbudza niepokój w sercach mieszczan, co powoduje rozruchy. Trymon dowiaduje się od Śmierci, że wszystkie osiem zaklęć Octavo musi zostać wypowiedziane w jednej chwili by ocalić świat od zagłady. Trymon wysyła grupę najemników, by złapali Rincewinda i przywrócili magom ósme zaklęcie. W międzyczasie Rincewind i Dwukwiat sprzymierzają się z największym bohaterem na dysku - Cohenem Barbarzyńcą (87 lat, emerytowany) i ratują Bethan z rąk wykonujących krwawy rytuał druidów. Bitwa z magami wywołała u Dwukwiata śpiączkę. Rincewindowi udaje się go uratować, zabierając go z domu Śmierci, a Cohen ratuje ich oboje od Herreny i najemników. Cała czwórka płynie promem do objętego rewoltą Ankh-Morpork. Trymon gromadzi najstarszych magów i zmusza ich do uwolnienia Octavo, których zaraz po odebraniu im księgi podstępnie więzi w komnacie. Rincewind uwalnia ich i razem ruszają na szczyt wieży sztuk, by powstrzymać Trymona, który przeczytawszy siedem zaklęć zyskał moc niemal absolutną. Szczęśliwe Rincewindowi udaje się zabić Trymona i połączyć wszystkie zaklęcia na kartach Octavo. Olbrzymia czerwona gwiazda okazała się terenem lęgowym żółwi-światów. Zaklęcie Octavo spowodowało wyklucie się kilku jaj orbitujących wokół niej. Młode żółwie wraz z młodymi światami na ich skorupach wyruszają razem z A'Tuinem w podróż między gwiazdy. Narrator wyjaśnia kilka wątków. Octawo zostaje zjedzone przez Bagaż, który zostaje podarowany Rincewindowi przez Dwukwiata. Rincewind powraca na uniwersytet, Dwukwiat wyrusza w podróż powrotną na kontynent Przeciwwagi, a Cohen i Bethan biorą ślub.

## Obsada
- David Jason jako Rincewind
- Sean Astin jako Dwukwiat
- Christopher Lee jako Śmierć (głos)
- Tim Curry jako Trymon
- James Cosmo jako Galder Weatherwax
- David Bradley jako Cohen Barbarzyńca
- Laura Haddock jako Bethan, dziewica i niedoszła ofiara
- Jeremy Irons jako Havelock Vetinari, Patrycjusz Ankh-Morpork
- Nicholas Tennant jako Bibliotekarz
- Karen Shenaz David jako Liessa, Pani Smoków
- Liz May Brice jako Herrena, bohaterka
- Terry Pratchett jako Astrozoolog #2